# Список умерших в 1850 году
В этой статье представлен список известных людей, умерших в 1850 году.
См. также: Категория:Умершие в 1850 году

## Март
- 13 марта — Хуа́н Марти́н де Пуэйрредо́н и О’До́ган (72) — Верховный правитель Объединённых провинций Ла-Платы (1816-1819)
- 13 марта — Оуэн Стэнли (38) — британский капитан, исследователь.

## Ноябрь
- 16 ноября — Эдвард Кёрр (52) — австралийский лингвист и этнограф-любитель, занимавшийся описанием обычаев и языков австралийских аборигенов.